# Mirko Bernardi
Mirko Bernardi (* 16. Juli 1953 in Torrile) ist ein ehemaliger italienischer Radrennfahrer.

## Sportliche Laufbahn
1977 gewann er mit Vito Da Ros, Dino Porrini und Mauro De Pellegrini die Silbermedaille im Mannschaftszeitfahren bei den UCI-Straßen-Weltmeisterschaften.
Im Giro della Valle d’Aosta 1972 holte er einen Etappensieg. In der Tour de l’Avenir 1977 gewann er eine Etappe und schied aus dem Etappenrennen aus.